# Helicidae
Helicidae (лат.) (геліциди, справжні равлики) — родина легеневих черевоногих молюсків. Латинська назва родини буквально означає «геліксоподібні», «схожі на геліксів»: її найтиповішими представниками є равлики роду Helix.

## Опис
Геліциди — сухопутні молюски зі спіральною, кульоподібною чи сплющеною мушлею, добре розвинутою, розміри якої в різних видів коливаються від 9 до 50 мм. Добре кальціонована черепашка і розвинутий нервово-м'язовий апарат дозволяють їм швидко реагувати на зміни зовнішніх умов і населяти навіть посушливі біотопи. Швидкість пересування окремих видів може сягати 0,047 км/год (13 мм/с) — у Cornu aspersum.
Число пар хромосом у представників родини коливається від 21 до 30.
Населяють переважно лісові ділянки, зазвичай держаться на землі, іноді підіймаються на дерева. У посушливу пору року й на зиму багато які види закопуються в землю, втягають тіло в мушлю і закорковують отвір спеціальною вапнистою кришочкою-епіфрагмою. Усередині потім утворюється друга кришочка — з дедалі твердішого слизу, споряджена «віконцем» — пористим включенням напроти дихального отвору. Равлики впадають в оціпеніння, обмін речовин триває, хоча й значно сповільнюється.

## Розмноження

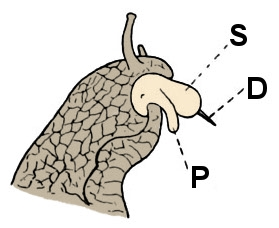
Голова виноградного равлика перед паруванням:
S — bursa telae
D — «любовна стріла»
P — статевий член

Представники родини — гермафродити й характеризуються складною статевою поведінкою. Кожен особень має статевий орган — овотестис, у якому зізрівають і чоловічі й жіночі статеві клітини. Протоки відуть до статевого члена, який має здатність «вивертатись» назовні, і до статевої клоаки (піхви). Статевий член і клоака сполучуються у передсінку, який відкривається на поверхню тіла генітальним отвором. Багато які геліциди мають оригінальний орган залицяння — так звану «любовну стрілу» (gypsobelum). Вона являє собою загострену вапнякову спікулу (у виноградного равлика її довжина сягає 9 мм) і формується у спеціальному дивертикулі статевої клоаки — мішку «любовної стріли» (bursa telae).

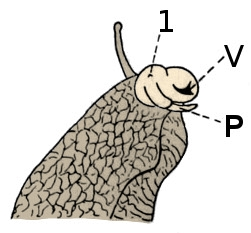
Після парування:
V — «піхва»,
P — статевий член

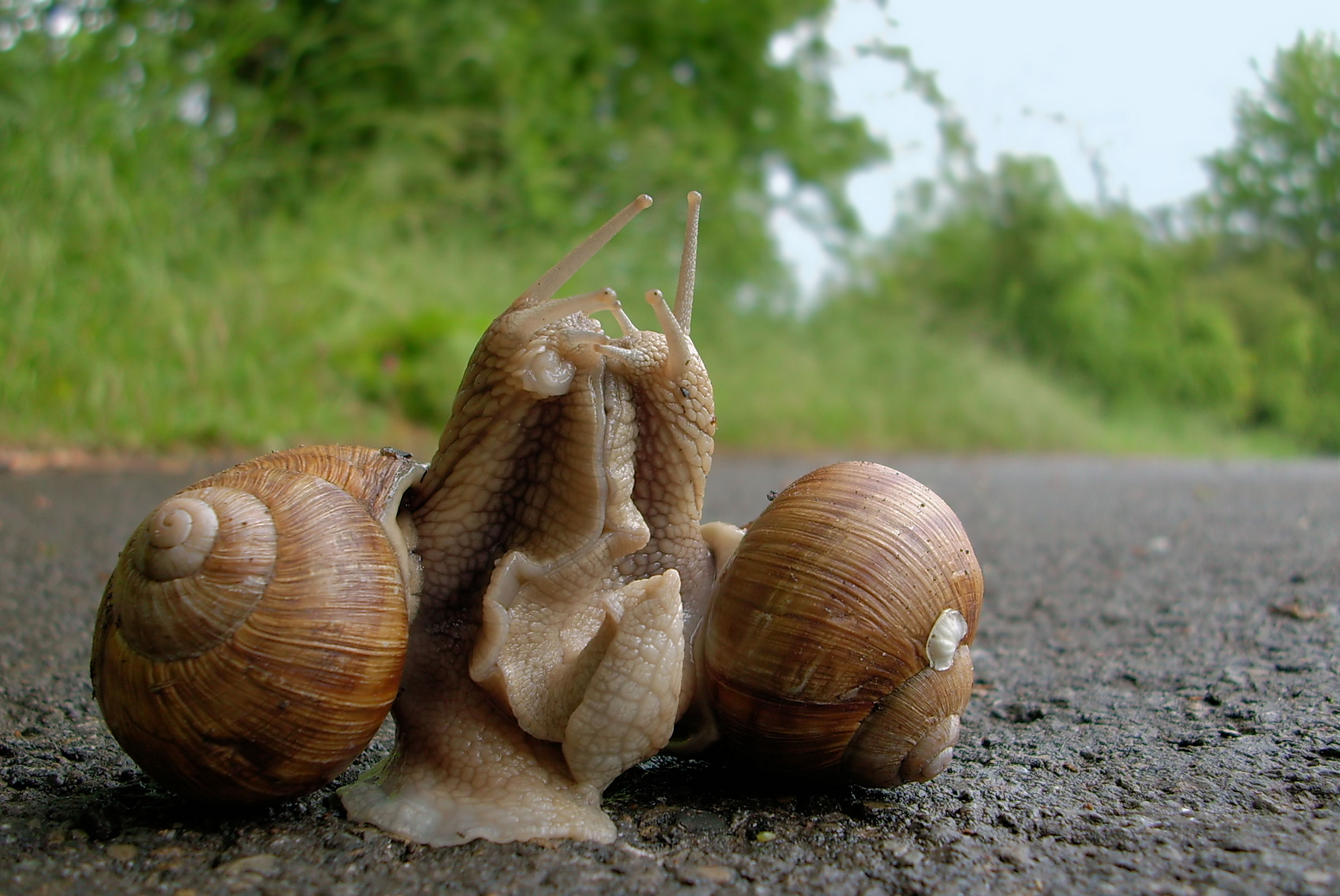
«Любовні пестощі» виноградних равликів

Шлюбна поведінка геліцид добре вивчена на прикладі виноградних равликів. Прагнення молюсків до парування проявляється у способі її пересування. Вони повільно повзають, начебто шукаючи щось; часто роблять зупинки і чекають на одному місці, злегка припіднявши передню частину тіла. Коли два таких равлики зустрічаються, вони починають «залицяння», «любовні пестощі», що передують акту запліднення. Равлики витягаються догори один проти одного й набувають характерної пози, зіткаючись ділянками підошви і обмацуючи один одного щупальцями і ротовими лопатями. Незабаром вони припиняють рухи, падають, і щільно притулившись один до одного підошвами, залишаються в такому стані 15-30 хвилин. Потім гра поновлюється, і цей процес триває близько двох годин. Нарешті та особина, що досягла більшого збудження, устромляє в тіло партнера «любовну стрілу», яка посилює і його збудження. Після цього відбувається й сам акт копуляції, обидва особні уводять свої статеві члени в клоаки партнерів. Саме парування забирає від кількох хвилин (у виноградного равлика) до кількох годин (у деяких інших видів). Після тривалий час тварини залишаються разом, протягом якого вібувається обмін сперматофорами. Тільки після цього равлики розповзаються в різні боки, при цьому увдовж ноги молюска проходять хвилі скорочення, які, певно, мають сприяти ліпшому проникненню сперматофорів до сім'яприймачів. Запліднені яйця равлик відкладає у землю в спеціально викопану ямку й затуляє її по завершенні відкладання. Кожне з них одягнуте захисною оболонкою і містять запас поживного матеріалу для зародка. Маленькі равлики виходять приблизно через місяць, з прозорою, крихкою мушлею.

## Поширення
Найраніші викопні рештки датовані пізнім Мезозоєм. Первісно населяли деякі області Євразії: Європу, Малу Азію, Аравійський півострів, а також Північну Африку. Надалі деякі види поширились по всьому світу, за винятком приполярних районів. Широко поширені види роду Helix, зокрема, виноградний равлик (Helix pomatia). У лісах і парках Південної Європи мешкають дорідні равлики роду Сераеа зі смугастими мушлями.

## Класифікація
Родину Helicidae поділюють на дві підродини: Helicinae і Ariantinae (згідно «Таксономії черевоногих»). Донедавна до геліцид відносили також роди родини Hygromiidae (наприклад, Perforatella, Xeropicta), яких зараз розглядать окремо.
У родині зараз виділяють понад 30 родів, причому окремі роди й види вкрай мінливі, утворюють безліч підродів, підвидів і рас, навіть у межах цих систематичних одиниць спостерігають сильно виражену індивідульну мінливість. Завдяки цій особливості, представники родини останнім часом стали улюбленими об'єктами для вивчення явищ мінливості.

### Підродина Helicinae
Представники цієї підродини характеризуються розділеними трубчастими залозами сумки «любовної стріли». Сама стрілка має чотири лопаті. Згідно Fauna Europaea і Taxonomy Browser включає 22 роди:
- Триба Thebini Wenz, 1923 (синонім — Euparyphinae Perrot, 1939 зараз вважається недійсним)

- Theba Risso, 1826

- Триба Helicini Rafinesque, 1815

- Allognathus
- Assyriella
- Cantareus Risso, 1826
- Cepaea Held, 1838
- Codringtonia
- Cornu Born, 1778
- Eobania Hesse, 1913
- Helix Linnaeus, 1758 — типовий рід
- Hemicycla
- Iberus
- Idiomela Cockerell, 1921
- Lampadia
- Leptaxis
- Levantina
- Otala Schumacher, 1817
- Pseudotachea
- Tyrrhenaria

- Триба Murellini Hesse, 1918

- Macularia
- Marmorana W. Hartmann, 1844. Цей вид має належати до Ariantinae, а не Helicinae, як вважалось досі
- Tacheocampylaea
- Tyrrheniberus

### Підродина Ariantinae
Виділена О. А. Мерхом у 1864 році. У представників залози сумки «любовної стріли» можуть бути як розділеними, так і нерозділеними. «Любовна стрілка» має дві або чотири лопаті. Включає 9 родів:
- Arianta Turton, 1831
- Causa
- Chilostoma Fitzinger, 1833
- Cylindrus Fitzinger, 1833
- Drobacia
- Faustina
- Helicigona Férussac, 1821
- Isognomostoma Fitzinger, 1833
- Vidovicia

## Філогенез
|  | \| \| Helicellinae \| \| \| \| \| \| Cochlicellidae/Sphincterochila \| \| \| \| |
|  |                                                                                 |
|  | Helicellinae                                                                    |
|  |                                                                                 |
|  | Cochlicellidae/Sphincterochila                                                  |
|  |                                                                                 |

|  | Helicellinae                   |
|  |                                |
|  | Cochlicellidae/Sphincterochila |
|  |                                |

|  | \| \| Helicellinae \| \| \| \| \| \| Cochlicellidae/Sphincterochila \| \| \| \| |
|  |                                                                                 |
|  | Helicellinae                                                                    |
|  |                                                                                 |
|  | Cochlicellidae/Sphincterochila                                                  |
|  |                                                                                 |

|  | Helicellinae                   |
|  |                                |
|  | Cochlicellidae/Sphincterochila |
|  |                                |

|  | \| \| Helicellinae \| \| \| \| \| \| Cochlicellidae/Sphincterochila \| \| \| \| |
|  |                                                                                 |
|  | Helicellinae                                                                    |
|  |                                                                                 |
|  | Cochlicellidae/Sphincterochila                                                  |
|  |                                                                                 |

|  | Helicellinae                   |
|  |                                |
|  | Cochlicellidae/Sphincterochila |
|  |                                |

|  | \| \| Helicellinae \| \| \| \| \| \| Cochlicellidae/Sphincterochila \| \| \| \| |
|  |                                                                                 |
|  | Helicellinae                                                                    |
|  |                                                                                 |
|  | Cochlicellidae/Sphincterochila                                                  |
|  |                                                                                 |

|  | Helicellinae                   |
|  |                                |
|  | Cochlicellidae/Sphincterochila |
|  |                                |

| Helicidae | \| \| Helicinae \| \| \| \| \| \| Ariantinae \| \| \| \| |
|           | \| \| Helicinae \| \| \| \| \| \| Ariantinae \| \| \| \| |
|           | Helicodontidae                                           |
|           |                                                          |
|           | Helicinae                                                |
|           |                                                          |
|           | Ariantinae                                               |
|           |                                                          |

|  | Helicinae  |
|  |            |
|  | Ariantinae |
|  |            |

|  | \| \| Helicellinae \| \| \| \| \| \| Cochlicellidae/Sphincterochila \| \| \| \| |
|  |                                                                                 |
|  | Helicellinae                                                                    |
|  |                                                                                 |
|  | Cochlicellidae/Sphincterochila                                                  |
|  |                                                                                 |

|  | Helicellinae                   |
|  |                                |
|  | Cochlicellidae/Sphincterochila |
|  |                                |

|  | \| \| Helicellinae \| \| \| \| \| \| Cochlicellidae/Sphincterochila \| \| \| \| |
|  |                                                                                 |
|  | Helicellinae                                                                    |
|  |                                                                                 |
|  | Cochlicellidae/Sphincterochila                                                  |
|  |                                                                                 |

|  | Helicellinae                   |
|  |                                |
|  | Cochlicellidae/Sphincterochila |
|  |                                |

|  | \| \| Helicellinae \| \| \| \| \| \| Cochlicellidae/Sphincterochila \| \| \| \| |
|  |                                                                                 |
|  | Helicellinae                                                                    |
|  |                                                                                 |
|  | Cochlicellidae/Sphincterochila                                                  |
|  |                                                                                 |

|  | Helicellinae                   |
|  |                                |
|  | Cochlicellidae/Sphincterochila |
|  |                                |

|  | \| \| Helicellinae \| \| \| \| \| \| Cochlicellidae/Sphincterochila \| \| \| \| |
|  |                                                                                 |
|  | Helicellinae                                                                    |
|  |                                                                                 |
|  | Cochlicellidae/Sphincterochila                                                  |
|  |                                                                                 |

|  | Helicellinae                   |
|  |                                |
|  | Cochlicellidae/Sphincterochila |
|  |                                |

| Helicidae | \| \| Helicinae \| \| \| \| \| \| Ariantinae \| \| \| \| |
|           | \| \| Helicinae \| \| \| \| \| \| Ariantinae \| \| \| \| |
|           | Helicodontidae                                           |
|           |                                                          |
|           | Helicinae                                                |
|           |                                                          |
|           | Ariantinae                                               |
|           |                                                          |

|  | Helicinae  |
|  |            |
|  | Ariantinae |
|  |            |

|  | \| \| Helicellinae \| \| \| \| \| \| Cochlicellidae/Sphincterochila \| \| \| \| |
|  |                                                                                 |
|  | Helicellinae                                                                    |
|  |                                                                                 |
|  | Cochlicellidae/Sphincterochila                                                  |
|  |                                                                                 |

|  | Helicellinae                   |
|  |                                |
|  | Cochlicellidae/Sphincterochila |
|  |                                |

|  | \| \| Helicellinae \| \| \| \| \| \| Cochlicellidae/Sphincterochila \| \| \| \| |
|  |                                                                                 |
|  | Helicellinae                                                                    |
|  |                                                                                 |
|  | Cochlicellidae/Sphincterochila                                                  |
|  |                                                                                 |

|  | Helicellinae                   |
|  |                                |
|  | Cochlicellidae/Sphincterochila |
|  |                                |

|  | \| \| Helicellinae \| \| \| \| \| \| Cochlicellidae/Sphincterochila \| \| \| \| |
|  |                                                                                 |
|  | Helicellinae                                                                    |
|  |                                                                                 |
|  | Cochlicellidae/Sphincterochila                                                  |
|  |                                                                                 |

|  | Helicellinae                   |
|  |                                |
|  | Cochlicellidae/Sphincterochila |
|  |                                |

|  | \| \| Helicellinae \| \| \| \| \| \| Cochlicellidae/Sphincterochila \| \| \| \| |
|  |                                                                                 |
|  | Helicellinae                                                                    |
|  |                                                                                 |
|  | Cochlicellidae/Sphincterochila                                                  |
|  |                                                                                 |

|  | Helicellinae                   |
|  |                                |
|  | Cochlicellidae/Sphincterochila |
|  |                                |

| Helicidae | \| \| Helicinae \| \| \| \| \| \| Ariantinae \| \| \| \| |
|           | \| \| Helicinae \| \| \| \| \| \| Ariantinae \| \| \| \| |
|           | Helicodontidae                                           |
|           |                                                          |
|           | Helicinae                                                |
|           |                                                          |
|           | Ariantinae                                               |
|           |                                                          |

|  | Helicinae  |
|  |            |
|  | Ariantinae |
|  |            |

|  | \| \| Helicellinae \| \| \| \| \| \| Cochlicellidae/Sphincterochila \| \| \| \| |
|  |                                                                                 |
|  | Helicellinae                                                                    |
|  |                                                                                 |
|  | Cochlicellidae/Sphincterochila                                                  |
|  |                                                                                 |

|  | Helicellinae                   |
|  |                                |
|  | Cochlicellidae/Sphincterochila |
|  |                                |

|  | \| \| Helicellinae \| \| \| \| \| \| Cochlicellidae/Sphincterochila \| \| \| \| |
|  |                                                                                 |
|  | Helicellinae                                                                    |
|  |                                                                                 |
|  | Cochlicellidae/Sphincterochila                                                  |
|  |                                                                                 |

|  | Helicellinae                   |
|  |                                |
|  | Cochlicellidae/Sphincterochila |
|  |                                |

|  | \| \| Helicellinae \| \| \| \| \| \| Cochlicellidae/Sphincterochila \| \| \| \| |
|  |                                                                                 |
|  | Helicellinae                                                                    |
|  |                                                                                 |
|  | Cochlicellidae/Sphincterochila                                                  |
|  |                                                                                 |

|  | Helicellinae                   |
|  |                                |
|  | Cochlicellidae/Sphincterochila |
|  |                                |

|  | \| \| Helicellinae \| \| \| \| \| \| Cochlicellidae/Sphincterochila \| \| \| \| |
|  |                                                                                 |
|  | Helicellinae                                                                    |
|  |                                                                                 |
|  | Cochlicellidae/Sphincterochila                                                  |
|  |                                                                                 |

|  | Helicellinae                   |
|  |                                |
|  | Cochlicellidae/Sphincterochila |
|  |                                |

| Helicidae | \| \| Helicinae \| \| \| \| \| \| Ariantinae \| \| \| \| |
|           | \| \| Helicinae \| \| \| \| \| \| Ariantinae \| \| \| \| |
|           | Helicodontidae                                           |
|           |                                                          |
|           | Helicinae                                                |
|           |                                                          |
|           | Ariantinae                                               |
|           |                                                          |

|  | Helicinae  |
|  |            |
|  | Ariantinae |
|  |            |